# Укрграфіт
ПАТ «Укрграфіт» — українське підприємство в галузі обробки графіту та виробництвом електроустаткування з нього. Розташоване в місті Запоріжжя. Було першим електродним заводом в Радянському Союзі. У 1933–1994 роках носило назву Дніпровський електродний завод.

## Історія
21 вересня 1933 року був введений в експлуатацію Дніпровський електродний завод як складова Запорізького промислового комплексу. Випущено першу промислову партію вуглецевої продукції, обпалених анодів для алюмінієвих електролізерів. Проектна потужність заводу становила близько 25 тис. тонн продукції: 3750 тонн графітованих електродів, інше — вугільна продукція та вуглецеві маси.
1940 року завод був виділений у самостійну промислову структуру, в цей період побудовано цех графітації.
З початком військових дій в Запоріжжі, з 18 по 25 вересня 1941 року, завод був демонтований і евакуйований на Урал. Евакуацією керував директор заводу Сергій Гончаренко. 400 працівників заводу демонтували обладнання, для перевезення якого знадобилося 350 залізничних вагонів. Згодом усі учасники евакуації були відзначені державними нагородами.
Відновлення заводу почалося влітку 1944 року відповідно до наказу Народного комісаріату кольорової металургії СРСР від 24 квітня 1944 р..
У травні 1945 року завод було частково відновлено, 25 червня 1945  р. було запущено першу чергу заводу — дільниці з виробництва анодної та електродної мас.
1946 року було побудовано і змонтовано випалювальний цех.
1948 року завод був повністю відновлений і почав працювати за повним технологічним циклом.
1994 року Дніпровський електродний завод був перетворений у публічне акціонерне товариство «Український графіт».
1997 року Введено в експлуатацію новий цех вугільних заготовок.
2000 році Систему менеджменту підприємства сертифіковано на відповідність міжнародному стандарту ISO 9001.
2001 році Введено в експлуатацію новий цех з виробництва анодів для магнієвої промисловості з просоченням неорганічними компаундами.
2002 році  Розроблено й освоєно нові марки вуглецевих блоків для футерування доменної печі об'ємом 5000 м³. Систему менеджменту сертифіковано на відповідність міжнародному стандарту ISO 14001.
2003 році Розроблено стратегію розвитку підприємства. Систему менеджменту сертифіковано на відповідність міжнародному стандарту OH SAS 18001.
2005 році  Введено в експлуатацію нову сучасну випалювальну піч за проектом фірми "Pecoserwis"
2006 році Введено в експлуатацію в цеху вугільних заготовок швидкісний змішувач фірми "Eirich". Систему менеджменту сертифіковано на відповідність міжнародному стандарту ISO 11462 "Система статистичного управління процесами", а випробувальну лабораторію акредитовано на відповідність міжнародному стандарту ISO/IEC 17025.
2007 році Введено в експлуатацію нову випалювальну піч за проектом фірми "Riedhammer"
2008 році Введено в експлуатацію нову сучасну лінію з мехобробки вуглецевої продукції фірми "Wassmer"